# Gröna linjen (Libanon)
För andra betydelser, se Gröna linjen.

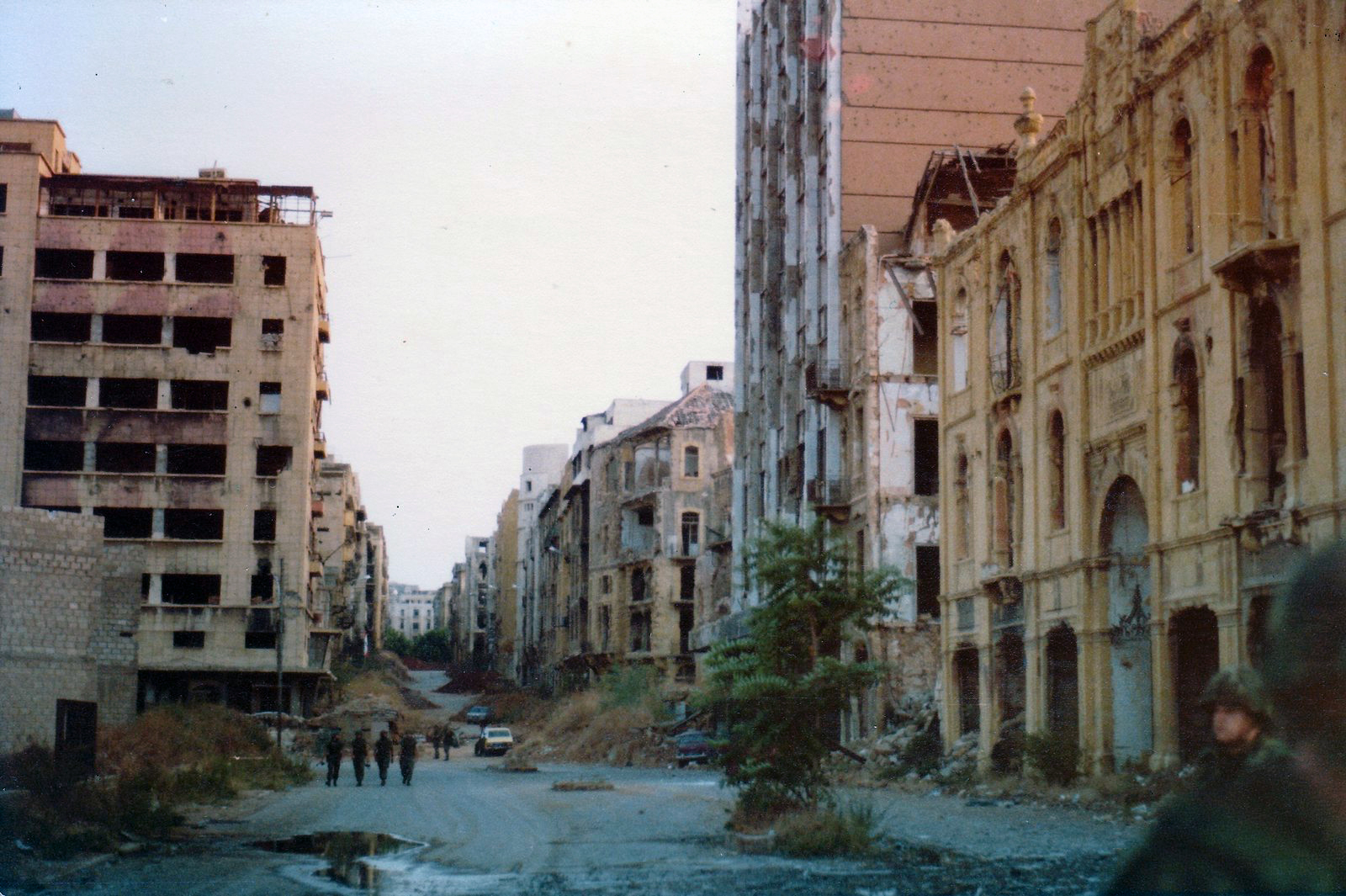
Gröna linjen, Beirut 1982

Gröna linjen var en stridszon och ingenmansland i centrala delarna av Beirut under inbördeskriget i Libanon. Denna linje löpte från landets parlamentsbyggnad och nationalmuseet (vilka båda lades i ruiner) och delade åren 1976–1990 staden i en östlig kristen del (styrd av Al Qouwat al Lubnania) och en västlig muslimsk del. 
Denna linje fungerade som en effektiv isolering mellan de båda stadshalvorna fram till i december 1990, då Libanons armé tog kontroll över linjen och därmed återförenade den libanesiska huvudstaden.
Många av byggnaderna längs den gröna linjen blev skadade eller förstörda under kriget. Sedan eldupphöret har dock många byggts upp igen inom området som sanerades av företaget Solidere i centrala Beirut.

## Namnet
Benämningen hänvisar till färgsättningen av bladväxterna som växte där på i och med att platsen var obebodd. 